# Maramabønne
Maramabønne (Tylosema esculentum) kaldes også "Afrikas grønne guld". Planten vokser i tørre ørkenområder i det sydlige Afrika og er i stand til at opsamle det sparsomme vand og næringsstoffer fra jorden. Bønnerne indeholder 29-38% protein med 5 % lysin, 32-42% fedt, 19-27% kostfibre samt vitamin E, zink og jern og er derfor en vigtig næringskilde for befolkningen. Ved udbredelse og dyrkning regner man med at maramabønnen vil kunne erstatte andre bønner, der giver allergiske problemer.

## Eksterne links
- Mirakelbønne kan hjælpe mod underernæring – 14.10.2011 (Webside ikke længere tilgængelig)
- Ørkenens bønner (Webside ikke længere tilgængelig)
- The lost crops of Africa. 13 Marama p 234-245
- Food and Agricultural Organisation of the United Nations Arkiveret 7. oktober 2011 hos  Wayback Machine
- The Green Gold of Africa